# 6弦ベース
6弦ベースギター（ろくげんベースギター）とは、主にエレクトリックベースの一種。6本の弦が張ってあることから、そう呼ばれている。

## 概要
コントラバスの様に弦を足して音域を拡張する発想の元、エレクトリック・ベースから発展した楽器。
1970年代後半、アンソニー・ジャクソンがケン・パーカーやカール・トンプソンなどに製作を依頼し、最終的にケン・スミスが完成させたものがエレクトリックベースの派生系としての世界初の6弦ベースとなった（当時工房にいたヴィニー・フォデラも制作を担当）。アンソニー本人はコントラバス・ギターと呼んでいるが、クラシックギターにも同名の低音担当ギターが存在するのに対し、6弦ベースは純粋なエレクトリックベースの発展形である。
チューニングは、通常の4弦ベースの最低音であるE弦よりも、5フレット分（＝4度）音が低い「LowB」音弦が付加された、5弦ベースのチューニング「B-E-A-D-G」を元に、さらに高音側に5フレット分高い「HighC」音弦を加えた形が主流である。ただし、ギタリスト出身のベーシストの中には、「HighC」を半音下げて「HighB」としてチューニングし演奏する者、「LowB」音弦を用いずバリトン・ギター同様のチューニングを用いる者もいる。逆に「HighC」音弦を排してさらに低音側に拡張するケースも有る。
備考として、1960年代にフェンダー社によって「フェンダーVI」という低音を担当する6弦の楽器は既に発売されていた。外観は通常の6弦のエレクトリックギターと類似するが、ギターよりも長いネックに太い弦を張り、通常よりも1オクターブ低い音程にチューニングしたもので、ギタリストが違和感なくベースパートを演奏できることを目的に生まれてきたものである。一般的なチューニングはギター同様の「E-A-D-G-B-E」。ベースとしてではなくバリトン・ギターと呼ばれることが多く、エレクトリックベースの派生系である6弦ベースとは出自が異なる。

## 演奏法
奏法自体はピック・ピッキングやフィンガー・ピッキングなど通常のエレキベースとほぼ同様だが、共振により他の弦が鳴ってしまうため発音していない弦の消音（ミュート）の難しさ、手順の工夫が一般的に指摘される。また、スラップ奏法は弦を引っ張り上げるという奏法の特性上、弦の間隔が狭い楽器では指が入りにくく難易度が上がる。そのため、楽器のスペックとしてブリッジ時点での弦の間隔（弦間）が表記されることが多い。（一般的に16mm〜19mm）